# Clubiona comta
Clubiona comta este o specie de păianjeni din genul Clubiona, familia Clubionidae, descrisă de C. L. Koch, 1839. Conform Catalogue of Life specia Clubiona comta nu are subspecii cunoscute.